# Skandinaviska Barnmissionen
Barnmissionen är en kristen välgörenhetsstiftelse som bedriver biståndsarbete. Insatser sker med inriktning på barn, ungdom och familjer. Hjälpen ges oavsett kön, etnisk, religiös eller politisk tillhörighet. Verksamheten finansieras framför allt genom faddergåvor och bidrag från allmänheten. Barnmissionen arbetar i ett flertal länder såsom Filippinerna, Moldavien, Ukraina, Bangladesh, Kenya, Elfenbenskusten, Burkina Faso, Uganda, Malawi och Zambia.
Barnmissionen har ett 90-konto, 901080-2, utfärdat av Svensk insamlingskontroll.   
Sedan 2012 ingår NavPartner i Barnmissionen. 
I Filippinerna har Barnmissionen byggt upp en omfattande verksamhet som innefattar vård av undernärda barn, drift av skolor, yrkesutbildningsprojekt samt sjuk- och tandvård. Genom hjälp till självhjälpsprojekt erbjuds många människor möjligheten till egen försörjning. Till kärnverksamheten hör också ett aktivt uppsökande av utsatta målgrupper som erbjuds mat, dryck och vaccinering. 
Till Ukraina sänder Barnmissionen årligen över 300 ton humanitär hjälp som distribueras till olika sjukvårdsinrättningar, rehabiliteringsverksamheter, skolor och barnhem. Vidare finansierar organisationen specifika projekt som leder till högre levnadsstandard för utsatta barn och familjer. Barnmissionen har en finansiellt och materiellt understödjande roll till befintliga verksamheter i landet.
I Zambia ingår Barnmissionen i ett större samarbete med inriktning på information och utbildning om hiv och aids. Landet är hårt drabbat av denna epidemi och okunskapen är stor. Barnmissionen driver också ett omfattande getprogram. Hundratals familjer, framför allt de som tar hand om föräldralösa barn, får ett getpar. Getens mjölk, som är näringsrik, bidrar till en bättre hälsa. När getterna förökar sig kan familjen sälja kiden och få in en liten slant till de grundläggande behoven.  Barnmissionen bygger byskolor och skapar därigenom förutsättningar för barn att få en grundläggande utbildning.